# Jean-Paul van Gastel
Jacobus Johannes Martinus Paulus van Gastel (Breda, 28 aprile 1972) è un allenatore di calcio ed ex calciatore olandese, di ruolo centrocampista.

## Carriera

### Giocatore

#### Club
Ha a lungo militato nel campionato olandese, prima con la maglia del Willem II, quindi con quella del Feyenoord, con cui ha conquistato il titolo nazionale nel 1998-1999 e la Johan Cruijff Schaal nel 1999.
Verso il termine della carriera ha avuto una parentesi in Italia, con le maglie di Ternana (7 presenze nella Serie B 2001-2002) e Como (nessuna presenza nella Serie A 2002-2003).

#### Nazionale
Ha disputato 5 incontri con la Nazionale olandese, andando a segno in 2 occasioni.

### Allenatore
Appesi gli scarpini al chiodo ha iniziato ad allenare: Zwart-Wit '28 (2003-2004) e Achilles Veen (2004-2005). Nel 2007 sostituisce Henk Fräser sulla panchina della selezione giovanile A Junioren del Feyenoord Rotterdam. Dal 21 giugno 2011 è assistente di Ronald Koeman al Feyenoord rimanendo nello staff fino al 30 ottobre 2019 quando viene sollevato dall'incarico con l'arrivo di Dick Advocaat. Dal 4 gennaio 2020 è assistente di Giovanni van Bronckhorst, del quale era stato collaboratore a Rotterdam, al Guangzhou R&F in Cina.

## Statistiche

### Cronologia presenze e reti in nazionale
| Cronologia completa delle presenze e delle reti in nazionale ― Paesi Bassi | Cronologia completa delle presenze e delle reti in nazionale ― Paesi Bassi | Cronologia completa delle presenze e delle reti in nazionale ― Paesi Bassi | Cronologia completa delle presenze e delle reti in nazionale ― Paesi Bassi | Cronologia completa delle presenze e delle reti in nazionale ― Paesi Bassi | Cronologia completa delle presenze e delle reti in nazionale ― Paesi Bassi | Cronologia completa delle presenze e delle reti in nazionale ― Paesi Bassi | Cronologia completa delle presenze e delle reti in nazionale ― Paesi Bassi |
| Data                                                                       | Città                                                                      | In casa                                                                    | Risultato                                                                  | Ospiti                                                                     | Competizione                                                               | Reti                                                                       | Note                                                                       |
| -------------------------------------------------------------------------- | -------------------------------------------------------------------------- | -------------------------------------------------------------------------- | -------------------------------------------------------------------------- | -------------------------------------------------------------------------- | -------------------------------------------------------------------------- | -------------------------------------------------------------------------- | -------------------------------------------------------------------------- |
| 31-8-1996                                                                  | Amsterdam                                                                  | Paesi Bassi                                                                | 2 – 2                                                                      | Brasile                                                                    | Amichevole                                                                 | 1                                                                          | 77’                                                                        |
| 4-6-1997                                                                   | Johannesburg                                                               | Sudafrica                                                                  | 0 – 2                                                                      | Paesi Bassi                                                                | Amichevole                                                                 | 1                                                                          | 55’                                                                        |
| 10-2-1999                                                                  | Parigi                                                                     | Paesi Bassi                                                                | 0 – 0                                                                      | Portogallo                                                                 | Amichevole                                                                 | -                                                                          | 46’                                                                        |
| 28-4-1999                                                                  | Arnhem                                                                     | Paesi Bassi                                                                | 1 – 2                                                                      | Marocco                                                                    | Amichevole                                                                 | -                                                                          |                                                                            |
| 5-6-1999                                                                   | Salvador                                                                   | Brasile                                                                    | 2 – 2                                                                      | Paesi Bassi                                                                | Amichevole                                                                 | -                                                                          | 46’                                                                        |
| Totale                                                                     |                                                                            | Presenze                                                                   | 5                                                                          |                                                                            | Reti                                                                       | 2                                                                          |                                                                            |

## Palmarès
- Campionato olandese: 1

Feyenoord: 1998-1999
- Supercoppa dei Paesi Bassi: 1

Feyenoord: 1999